# Ferney-Voltaire
Ferney-Voltaire [fɛʁnɛ vɔltɛʁ] (zuvor Ferney, früher auch Fernex) ist eine französische Gemeinde mit 11.530 Einwohnern (Stand 1. Januar 2022) im Département Ain in der Region Auvergne-Rhône-Alpes. Sie gehört zum Arrondissement Gex, zum Kanton Saint-Genis-Pouilly und zum Kommunalverband Pays de Gex Agglo.

## Geografie
Die Gemeinde Ferney-Voltaire ist nur vier Kilometer vom Genfersee entfernt und liegt unmittelbar neben dem Genfer Flughafen Cointrin. Das Zentrum von Genf ist etwa sieben Kilometer entfernt. Auch die Hauptgebäude des europäischen Kernforschungszentrums CERN in Meyrin, unmittelbar an der Grenze Frankreich/Schweiz liegen in der Nähe (etwa sieben Kilometer Entfernung). Die Gemeinde liegt südöstlich des Regionalen Naturparks Haut-Jura, mit dem sie als offizieller Zugangsort assoziiert ist. Umgeben wird Ferney-Voltaire von den Nachbargemeinden Collex-Bossy (Schweiz) im Nordosten, Bellevue (Schweiz) im Osten, Le Grand-Saconnex (Schweiz) im Südosten, Meyrin (Schweiz) im Süden, Prévessin-Moëns im Südwesten und Westen sowie Ornex im Nordwesten.

## Geschichte
Den Beinamen Voltaire erhielt der Ort 1878 zu Ehren des großen französischen Philosophen Voltaire, der ab 1759 bis zu seinem Tod 1778 (bei einem Aufenthalt in Paris) hier lebte und den Ort nachhaltig prägte. 1890 wurde im Ort eine Statue von ihm aufgestellt. Von 1814 bis 2015 war Ferney Hauptort des Kantons Ferney-Voltaire.

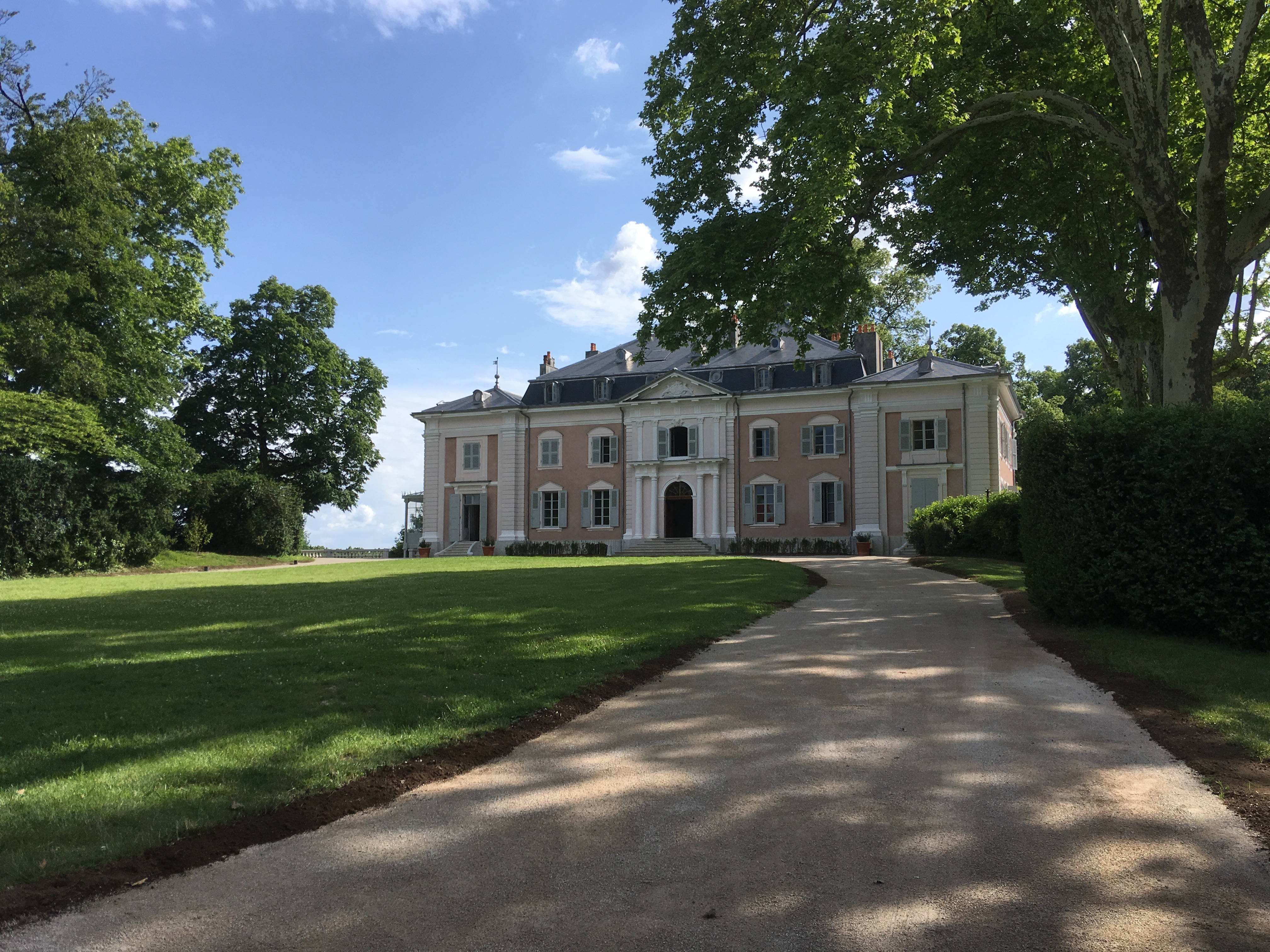
Schloss Voltaires

## Bevölkerungsentwicklung
| Jahr                       | 1962 | 1968 | 1975 | 1982 | 1990 | 1999 | 2011 | 2021   |
| Einwohner                  | 1805 | 2984 | 5642 | 6399 | 6408 | 7083 | 8452 | 10.920 |
| Quellen: Cassini und INSEE |      |      |      |      |      |      |      |        |

Mit 11.530 Einwohnern (Stand 1. Januar 2022) ist Ferney-Voltaire die neuntgrößte Gemeinde des Départements Ain. Die Bevölkerung hat sich zwischen 1975 und 2021 fast verdoppelt.

## Sehenswürdigkeiten

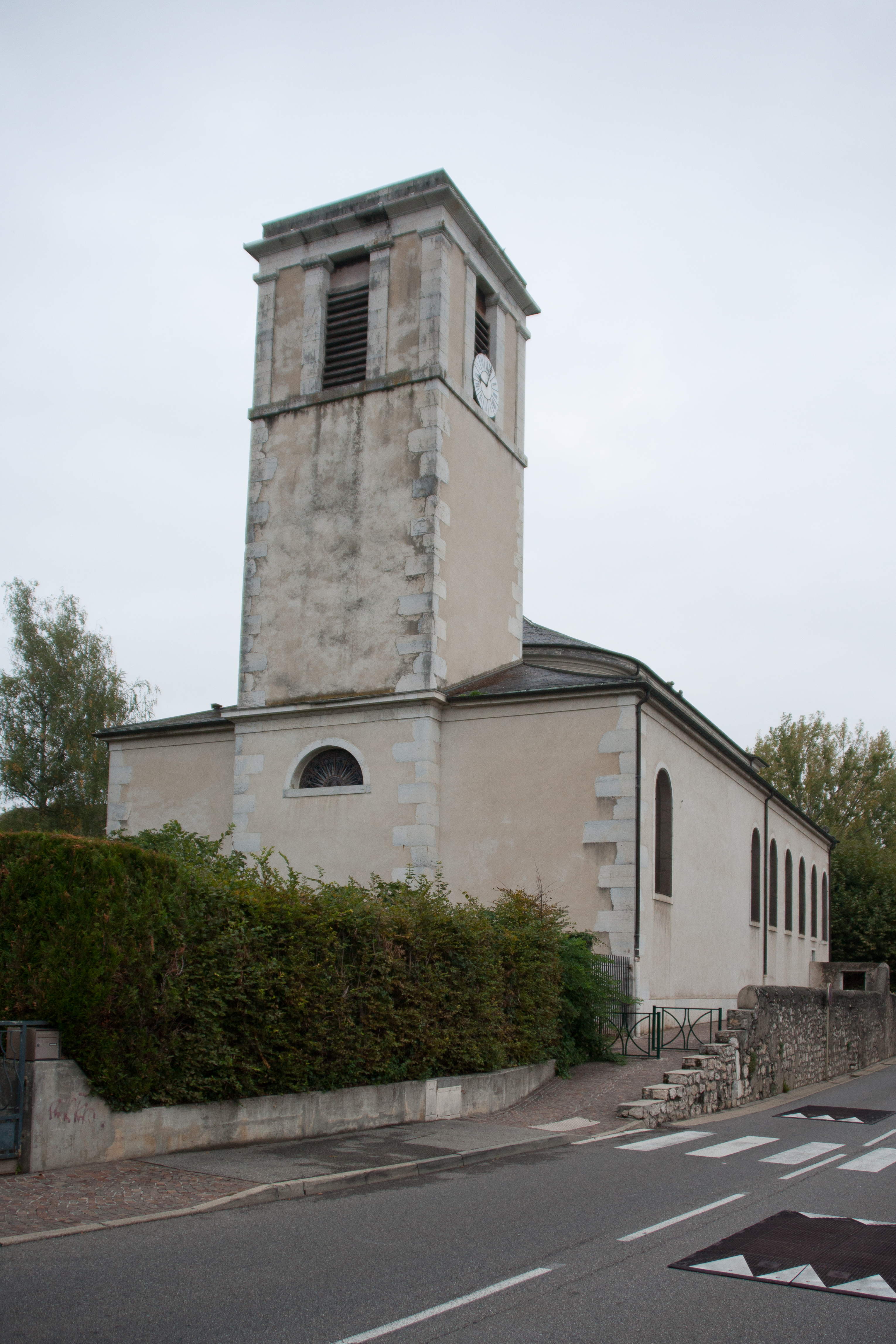
Kirche Mariä Himmelfahrt
- Protestantische Kirche
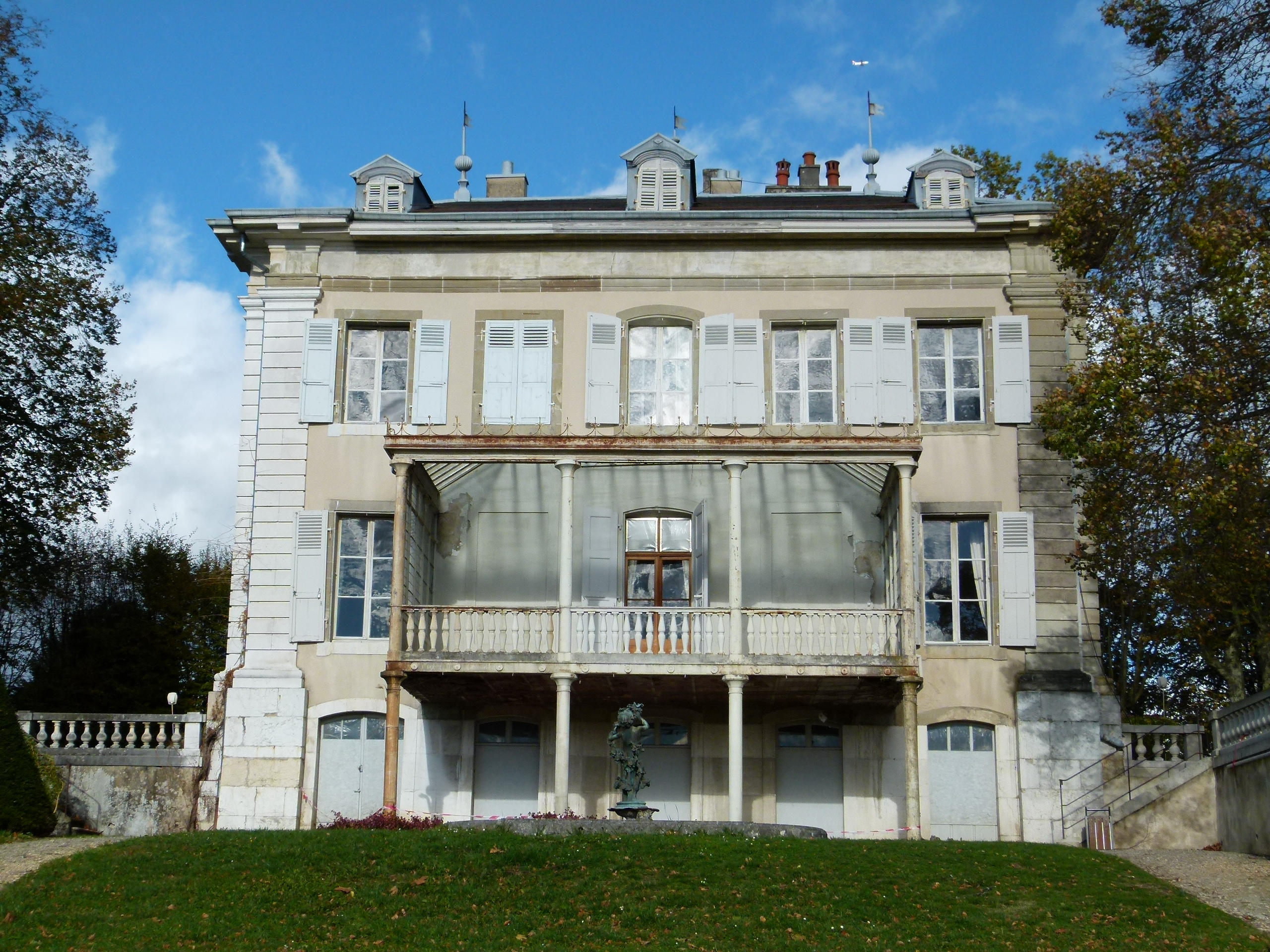
Château de Voltaire
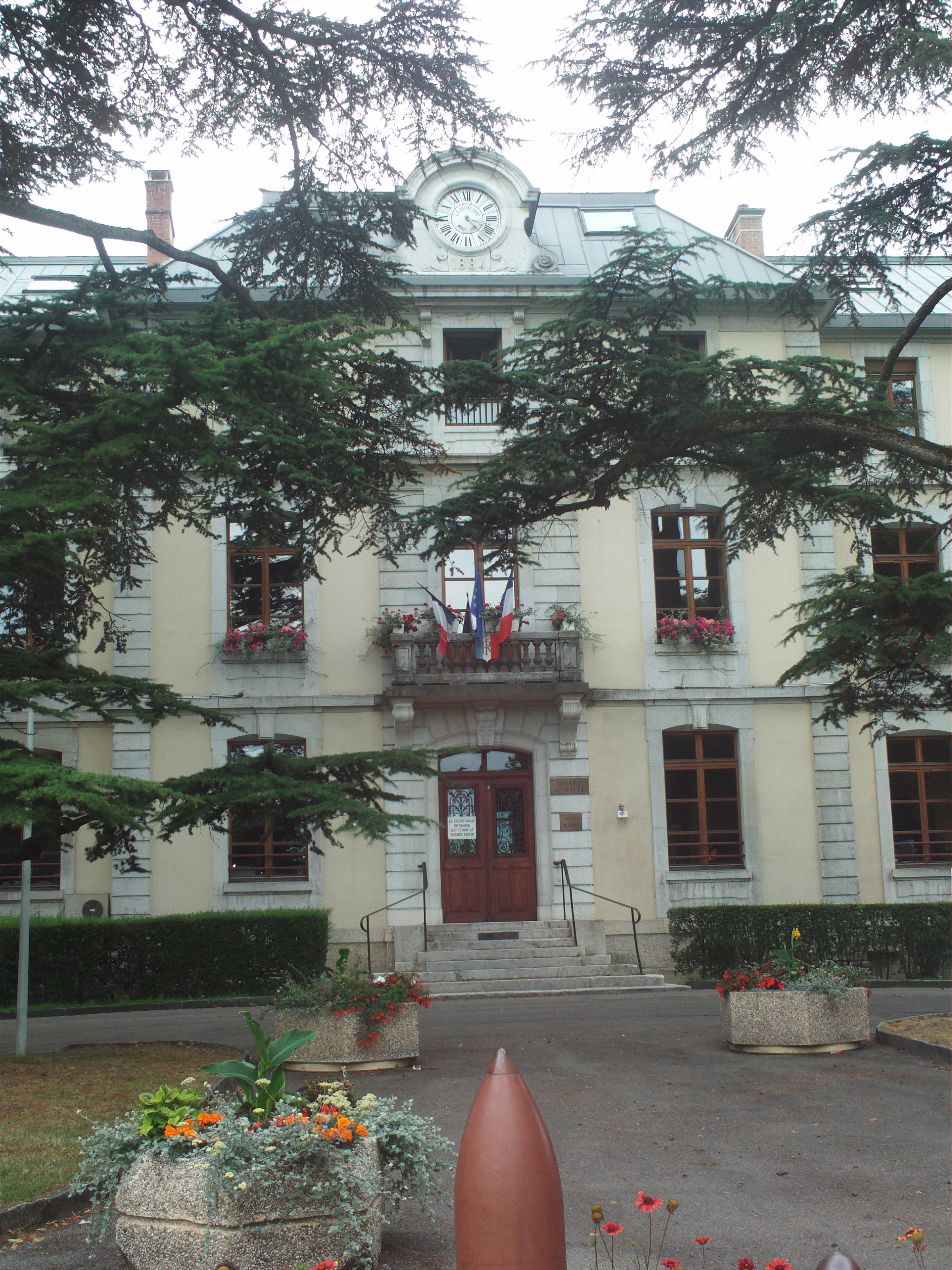
Rathaus (mairie)
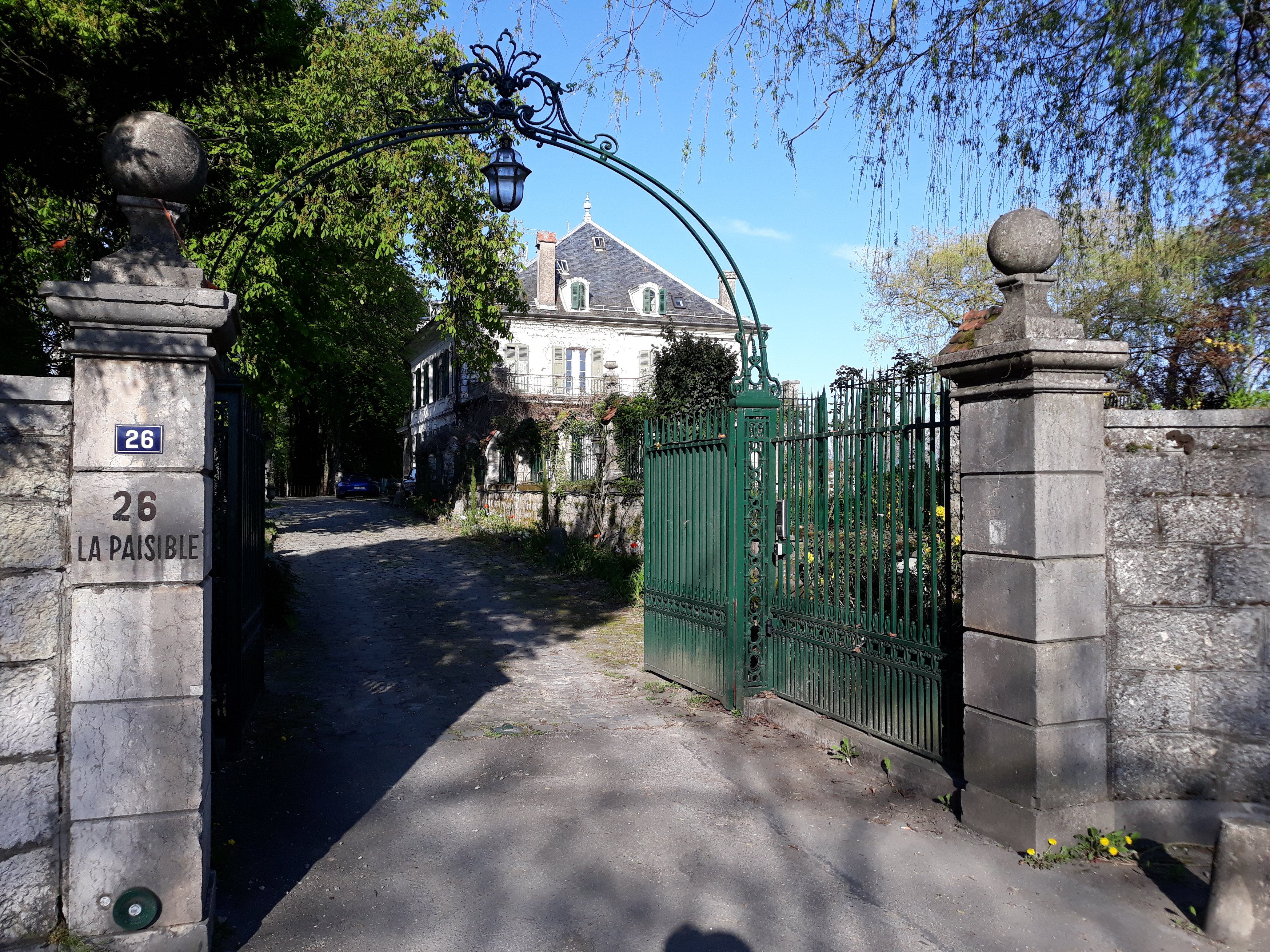
Villa Paisible Moynier
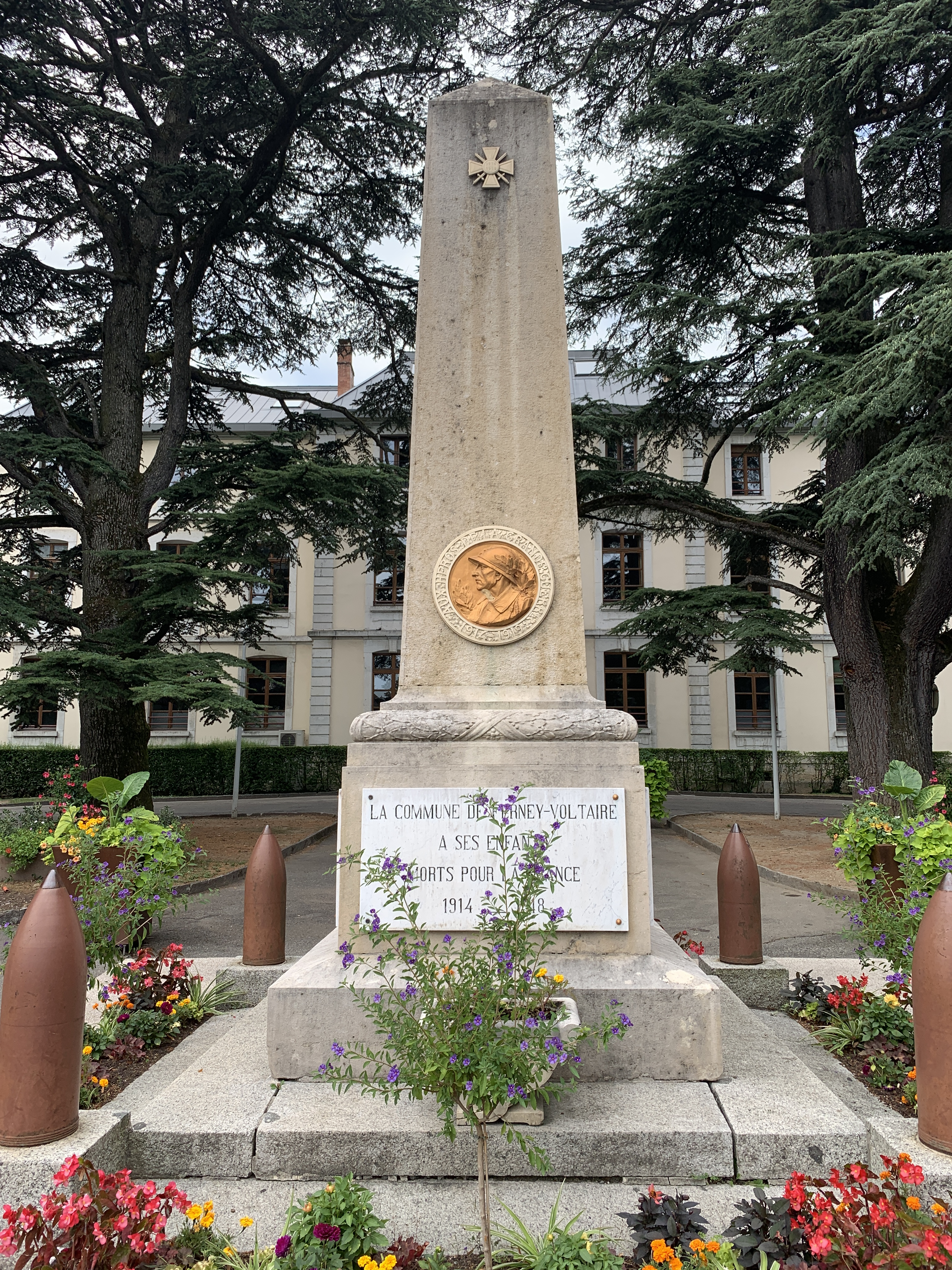
Gefallenendenkmal
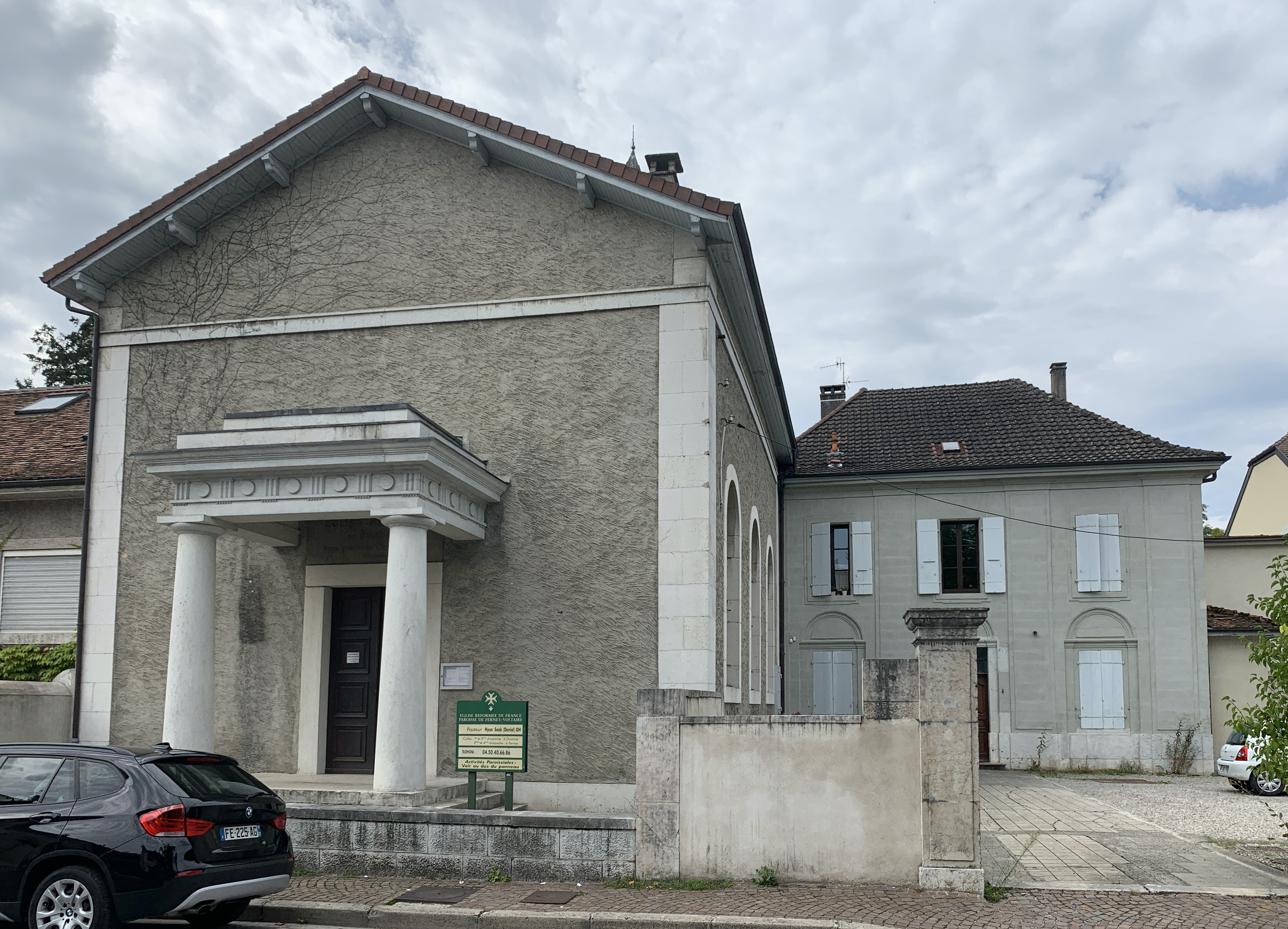
Protestantische Kirche

- Kirche Mariä Himmelfahrt
- Schloss Voltaire
- Rathaus (mairie)
- Villa Paisible Moynier
- Gefallenendenkmal
- Protestantische Kirche

## Wirtschaft und Infrastruktur
Ferney-Voltaire ist der Sitz der FDI World Dental Federation, des internationalen Fachverbandes der Zahnärzte und der Internationale der Öffentlichen Dienste (IÖD, engl. Public Services International, PSI), dem weltweiten Zusammenschluss der Gewerkschaften des öffentlichen Dienstes. Ferner hat das Centre international d’étude du xvIIIe siècle, (CIEDS) dort seinen Sitz, es verfolgt Forschungsprojekte und deren Publikation zu allen Aspekten des 18.  Jahrhunderts.
Ferney-Voltaire wird von einer Buslinie der SNCF bedient, diese verbindet Sauverny mit dem Bahnhof Bellegarde-sur-Valserine, wo Anschluss an den TGV nach Paris besteht. Ferney-Voltaire wird von drei Buslinien der Transports publics genevois bedient. Die Buslinie F verbindet Gex mit dem Bahnhof Genève-Cornavin, die Buslinie 66 verbindet Ferney-Voltaire mit Thoiry über den Flughafen Genf und die Buslinie O, die seit Ende Februar 2011 verkehrt, verbindet Meyrin Gravière, wo Anschluss an die Straßenbahn Genf besteht, mit dem Lycée international de Ferney-Voltaire. Von 1900 bis 1932 war Ferney Endpunkt der Straßenbahn Gex–Ferney-Voltaire; es bestand darüber hinaus bis 1938 eine Straßenbahnlinie nach Genf.